# Французские революционные войны
Французские революционные войны — серия конфликтов с участием Французской республики, проходивших в Европе в период с 1792 года, когда французское революционное правительство объявило войну Австрии, по 1802 год, а именно до заключения Амьенского мира.

## Начало войны
Великая французская революция 1789 года сильно отразилась и на смежных с ней государствах, побудив их пойти на решительные меры против угрожавшей опасности. Император Священной Римской Империи Леопольд II и прусский король Фридрих-Вильгельм II на личном свидании в Пильнице условились остановить распространение революционных идей. К этому их побуждали и настояния французских эмигрантов, составивших в Кобленце корпус войск под начальством принца Конде.

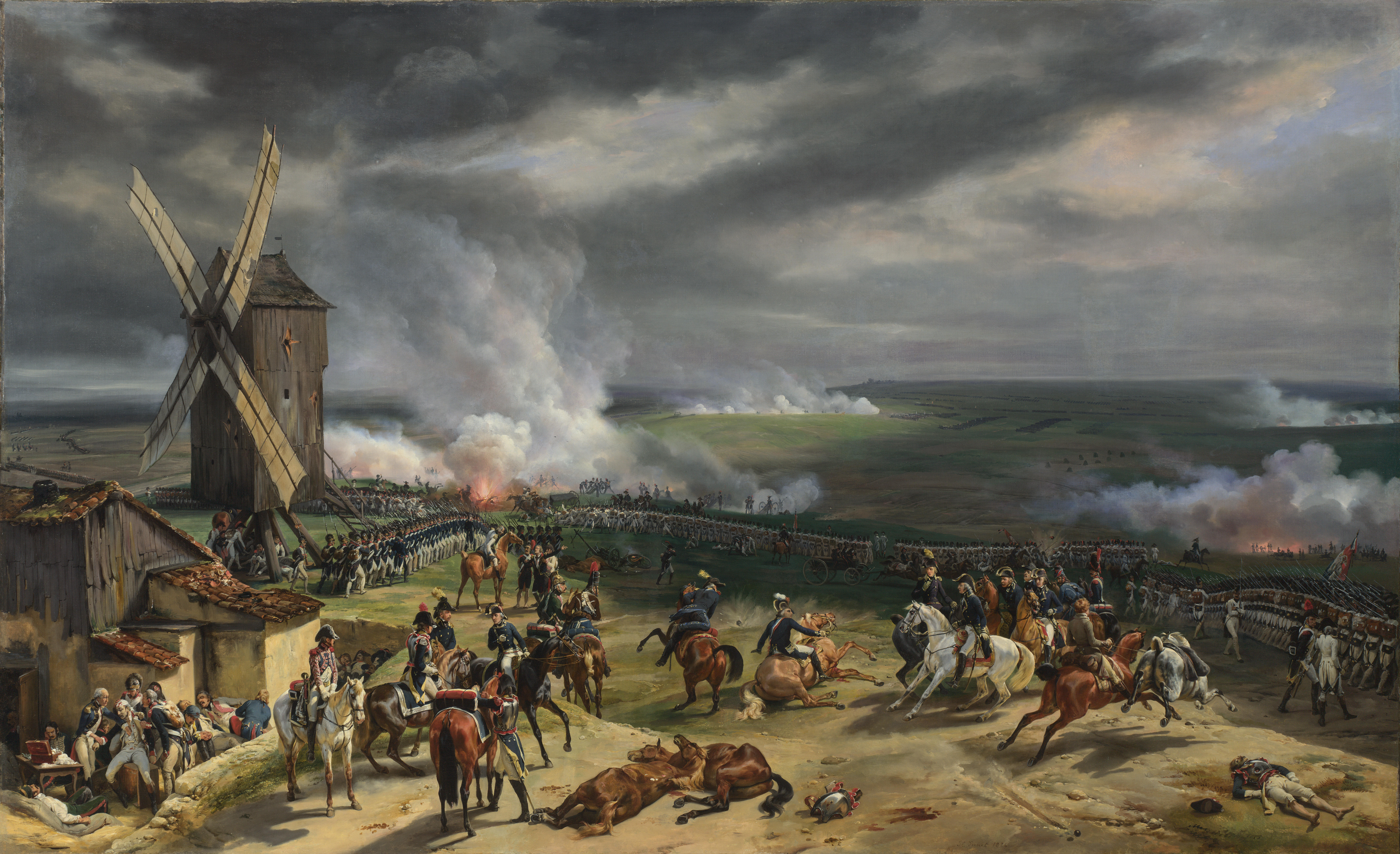
Битва при Вальми

Военные приготовления были начаты, но монархи долго не решались на открытие враждебных действий. Инициатива последовала со стороны Франции, которая 20 апреля 1792 года объявила войну Австрии за её неприязненные действия против Франции. Австрия и Пруссия заключили между собой оборонительный и наступательный союз, к которому постепенно присоединились почти все прочие германские государства, а также Испания и короли сардинский и неаполитанский.

## Первая коалиция (1792—1797)

### 1792 год
Франция объявила войну Австрии. Летом 1792 года союзные войска (общей численностью — до 250 тысяч) стали сосредоточиваться на границах Франции. Войска эти в тактическом отношении стояли гораздо выше французских; но предводители их, большей частью люди преклонных лет, умели подражать Фридриху Великому только в мелочах и внешней форме. Руки у них были связаны присутствием при армии прусского короля и указаниями венского гофкригсрата. Наконец, с самого начала военных действий обнаружилось полное несогласие в составлении операционного плана: наступательный задор пруссаков столкнулся с медлительностью и преувеличенной осторожностью австрийцев.
Французское революционное правительство приняло энергичные меры для усиления армии и поднятия её духа. Линейной и так называемой кордонной системам, которым следовали полководцы союзников, французы готовились противопоставить систему сомкнутых масс (колонн) и огонь многочисленных стрелков (по примеру американцев в борьбе за независимость).
Сначала вторжение французов в Бельгию окончилось для них полной неудачей; они вынуждены были отступать в свои пределы и ограничиться оборонительными действиями. 
1 августа главные силы союзников под начальством герцога Брауншвейгского перешли через Рейн и стали сосредоточиваться между Кёльном и Майнцем. Уверенный эмигрантами, что при вступлении союзников во Францию все консервативные элементы страны восстанут для подавления революционного меньшинства и для освобождения короля, герцог решил ворваться в Шампань и затем идти прямо на Париж. Он издал грозную прокламацию, которая имела целью устрашить французов, но произвела обратное действие: её вызывающий тон возбудил сильнейшее негодование; всякий, кто мог, взялся за оружие, и менее чем через два месяца численность французских войск превзошла уже 400 тысяч человек, дурно устроенных и вооружённых, но проникнутых величайшим одушевлением.
Наступательное движение союзников было замедлено дурными дорогами в Арденнах и недостатком продовольствия; французский главнокомандующий Дюмурье успел вызвать к себе подкрепления. 20 сентября произошла малозначительная сама по себе, но весьма важная по своим последствиям канонада при Вальми, положившая предел наступлению союзников. Войска их, смущённые стойкостью неприятеля, изнурённые болезнями и разными лишениями, предались страшному мародёрству, чем ещё более восстановили против себя население.
Между тем французы ежедневно усиливались, и герцог Брауншвейгский, не видя возможности ни идти вперёд, ни оставаться в разорённой Шампани, решился удалиться из французских пределов. Пользуясь этим, Дюмурье вторгнулся в Бельгию, 18 ноября разбил австрийцев при Жемаппе и до конца года овладел всеми главнейшими городами страны.
На среднем Рейне французский генерал Кюстин, разбив совместные войсковые контингенты мелких германских владетелей, вторгся в Пфальц и, при содействии революционной партии в Майнце, овладел этой важной крепостью. Действия французов в Савойе также шли успешно.

### 1793 год
1 февраля 1793 года, сразу после казни Людовика XVI, французская республика объявила войну Голландии и Англии. Последняя с этого времени стала во главе держав, воевавших против революционной Франции, помогала им субсидиями и частными экспедициями и в то же время посредством своего флота наносила громадный вред колониям и торговле противника.
В Нидерландах французы стали терпеть неудачи, завершившиеся 18 марта поражением при Неервиндене. После измены Дюмурье и бегства его к неприятелю, французский национальный конвент усилил армию новыми полками и поручил главное командование Дампиеру, скоро погибшему в бою при Конде.
Столь же мало успеха имели и назначенные вместо него генерал Кюстин, а потом Журдан. Действия на Среднем и Верхнем Рейне шли с переменным успехом, но в общем неблагоприятно для республиканцев, которые потеряли Майнц и другие важные пункты. От полного разгрома их избавляло лишь отсутствие согласия в действиях противников и взаимное недоверие между австрийцами и пруссаками.
Действия в Альпах, на границе Италии, были удачны для французов, которыми командовал генерал Келлерман; сардинцы, вступившие было в Савойю, были разбиты при Альбаретте (20 сентября) и Вальмени (14 октября) и отступили к своим позициям на Мон-Сенисе.
Война в Пиренеях продолжалась вяло, но скорее благоприятно для французов.
Междоусобная война в Вандее разгоралась всё более и более, и республиканские войска терпели там жестокие поражения от роялистов. В том же 1793 году Тулон был занят англичанами и испанцами, а затем осаждён и взят войсками республики.

### 1794 год
В кампанию 1794 года военные действия в Голландии, начавшиеся в апреле, сначала были успешны для союзников; но уже в июне успех склонился на сторону французов, которые отняли у противника все захваченные им города и крепости, и нанесли ему несколько чувствительных поражений, а к концу года заставили Голландию, названную Батавской республикой, заключить с Францией союз.
В действиях на Рейне успех тоже благоприятствовал французскому оружию; к концу года на левом берегу Рейна в руках союзников оставался один лишь Майнц.
В Италии республиканцы, дважды разбив австро-сардинские войска, вторглись в Пьемонт (в апреле), но развитие повальных болезней и появление английского флота в Генуэзском заливе принудили их удалиться. В сентябре они вступили в считавшиеся нейтральными генуэзские владения и расположились там на зимних квартирах. Тоскана заключила с Францией отдельный мир, которым обязывалась признать французскую республику и уплатить ей миллион франков.

### 1795 год
Вслед за тем (апрель 1795 года) король прусский, убедившись, что война расстраивает финансы Пруссии и не доставляет ей никаких выгод, заключил с республикой мир в Базеле и уступил ей все свои зарейнские владения. По подписанному 11 мая договору почти вся северная часть Германии (отделённая демаркационной линией) объявлена была нейтральной.
Испания тоже вышла из коалиции, так что театр военных действий на европейском материке ограничился Южной Германией и Северной Италией. Действия эти вследствие утомления обеих воюющих сторон возобновились лишь в сентябре 1795 года, когда французские войска под начальством Журдана и Пишегрю перешли через Рейн у Нейвида и близ Мангейма. Потерпев крупные неудачи в боях с австрийцами, они оба скоро должны были снова отступить на левый берег реки; 31 декабря между воюющими армиями заключено было перемирие.
В Италии австрийцы сначала вытеснили французов из Пьемонта, но затем, когда прибыл с испанской границы генерал Шерер с восточнопиренейской армией, австрийский генерал Девенс потерпел поражение при Лоано (23 ноября). В течение перемирия обе воюющие стороны получили значительные подкрепления и стали готовиться к решительным действиям.

### 1796 год
На исторической сцене явились два молодых полководца, скоро обратившие на себя всеобщее внимание: Наполеон Бонапарт и эрцгерцог Карл. Составление операционного плана и снабжение войск всем необходимым поручено было во Франции умному и искусному Карно, между тем как в Австрии всё по-прежнему зависело от гофкригсрата, распоряжения которого только связывали руки главнокомандующих. По плану, составленному Карно, рейнская и мозельская французские армии под начальством генерала Моро должны были действовать совместно с войсками самбр-маасской армии, под командованием Журдана. Предполагалось двумя колоннами по обоим берегам Дуная проникнуть внутрь Германии, и соединиться под стенами Вены с итальянской армией, вверенной Бонапарту.
31 марта 1796 года перемирие было прервано. Первоначальные действия французских войск, переправившихся через Рейн, велись блистательно; австрийцы были оттеснены на всех пунктах, и уже в конце июля герцог Вюртембергский, маркграф Баденский и весь Швабский округ вынуждены были заключить отдельный мир, заплатив Франции 6 миллионов ливров контрибуции и уступив ей множество владений на левом берегу Рейна. 
В августе примеру их последовали Франконский и Верхнесаксонский округа, так что вся тяжесть войны пала на одну Австрию.
Вскоре, однако, обстоятельства изменились: эрцгерцог Карл, воспользовавшись тем, что французские колонны были разобщены Дунаем, обратился сначала против Журдана, разбил его в нескольких сражениях, и уже в начале сентября заставил его отступить за Рейн. Та же участь постигла и колонну генерала Моро. К концу октября весь правый берег Рейна был снова очищен от французских войск, после чего на Рейне было заключено временное перемирие.
Итальянская кампания 1796 года была весьма благоприятна для французов благодаря искусным действиям их молодого вождя. Приняв начальство над армией, Бонапарт нашёл её в самом жалком материальном положении, до которого довели её небрежность и казнокрадство прежних начальников и интендантства. Властной рукой он устранил все злоупотребления, поставил новых начальников, собрал нужные деньги и съестные припасы и сразу приобрёл этим доверие и преданность солдат. Операционный план свой он основал на быстроте действий и на сосредоточении сил против неприятелей, придерживавшихся кордонной системы и несоразмерно растянувших свои войска.
Быстрым наступлением ему удалось разобщить войска сардинского генерала Колли от австрийской армии Больё. Сардинский король, испуганный успехами французов, заключил с ними 28 апреля перемирие, которое доставило Бонапарту несколько городов и свободный переход через реку По.
7 мая он переправился через эту реку, и в течение месяца очистил от австрийцев почти всю Северную Италию. Герцоги Пармский и Моденский принуждены были заключить перемирие, купленное значительной суммой денег; с города Милана тоже взята была огромная контрибуция.
3 июня Бонапарт вступил в Верону. В руках австрийцев остались лишь крепость Мантуя и цитадель Милана. Неаполитанский король также заключил перемирие с французами, примеру его последовал и Папа, владения которого были наводнены французскими войсками: ему пришлось заплатить 20 миллионов и отдать французам значительное число произведений искусства. 29 июля пала миланская цитадель, а затем Бонапарт осадил Мантую.
Новая австрийская армия Вурмзера, прибывшая из Тироля, не смогла поправить положения дел. После ряда неудач сам Вурмзер с частью своих сил принуждён был запереться в Мантуе, которую перед тем сам тщетно пытался освободить от осады.
В конце октября двинуты были в Италию новые войска под начальством Альвинци и Давидовича; но после сражения при Риволи они были окончательно оттеснены в Тироль, понеся громадные потери.

### 1797 год
Положение Мантуи, где свирепствовали повальные болезни и голод, сделалось отчаянным, и Вурмзер в начале 1797 года сдался.
Кампания 1797 года в Германии не была ознаменована ничем особенно важным. По отбытии эрцгерцога Карла, назначенного главнокомандующим в Италию, французы снова перешли через Рейн (в середине апреля) и одержали несколько успехов над австрийцами, но известие о заключении перемирия в Леобене остановило дальнейшие военные действия.
В Италии первым ударам французов подвергся Папа Римский, нарушивший договор с французской республикой, за что он поплатился уступкой нескольких городов и уплатой 15 млн франков.
10 марта Бонапарт двинулся против австрийцев, ослабленные и расстроенные войска которых уже не могли оказывать упорного сопротивления. Через двадцать дней французы находились лишь в нескольких переходах от Вены. Эрцгерцог Карл с разрешения императора предложил перемирие, на что Бонапарт охотно согласился, так как и его положение становилось затруднительным вследствие отдалённости от источников довольствия армии; к тому же он был озабочен известиями о враждебных ему движениях в Тироле и Венеции. 18 апреля 1797 года перемирие было заключено в Леобене.
Немедленно после этого Бонапарт объявил войну Венецианской республике за нарушение нейтралитета и умерщвление множества французов. 16 мая Венеция была занята его войсками, а 6 июня подпала под французское владычество и Генуя, наименованная Лигурийской республикой.
В конце июня Бонапарт объявил самостоятельность Цизальпинской республики, составленной из Ломбардии, Мантуи, Модены и некоторых других смежных владений. 17 октября в Кампо-Формио заключён был с Австрией мир, закончивший первую Революционную войну, из которой Франция вышла полной победительницей.
Австрия отказалась от Нидерландов, признала границей Франции левый берег Рейна и получила часть владений уничтоженной Венецианской республики. Штатгальтеру Голландии и имперским владельцам, лишившимся своих зарейнских земель, было обещано вознаграждение путём упразднения независимых духовных владений в Германии. Для разрешения всех этих крайне запутанных вопросов положено было собрать в городе Раштате конгресс из уполномоченных Франции, Австрии, Пруссии и других германских владений.

## Вторая коалиция (1797—1802)
Конгресс открылся; но одновременно с происходившими на нём переговорами французы продолжали военные действия на юге Италии и даже вторглись в Швейцарию.
Во время бунта, вспыхнувшего в Риме в конце 1797 года, был убит французский генерал Дюфо; директория воспользовалась этим, чтобы занять Папскую область французскими войсками. 16 февраля 1798 года народ в Риме провозгласил уничтожение папской власти и учреждение республиканского правления. Папа Пий VI принуждён был отказаться от своих прав; через несколько месяцев его отвезли пленником во Францию, где он и умер в следующем году. Эти события встревожили неаполитанского короля и заставили его взяться за оружие.
Перед его довольно сильной армией небольшие французские отряды, занимавшие Папскую область, стали отходить назад, и 19 ноября король торжественно вступил в Рим. Французы, подкреплённые свежими войсками, скоро перешли в наступление, нанесли противнику несколько жестоких поражений, и уже в конце года король неаполитанский должен был бежать в Сицилию.
В начале следующего года командовавший неаполитанской армией австрийский генерал Мак заключил с французами договор, по которому им была отдана Кампанья и уплачено 10 млн франков контрибуции, а гавани Неаполя и Сицилии объявлены нейтральными. Вслед за тем вспыхнуло восстание в неаполитанском народе и войске. Макк, опасаясь за свою жизнь, сложил с себя командование и просил у французов разрешения возвратиться в Германию, но был задержан и отвезён пленником во Францию.
Между тем в самом Неаполе водворилась полная анархия; вооружённая чернь, предводимая священниками и роялистами, овладела фортом Сент-Эльм. Трёхдневная кровавая борьба с французами и их приверженцами кончилась победой последних, которые и провозгласили в Неаполе республику под именем Партенопейской.
Занятие Швейцарии было последствием стремления французского правительства создать вокруг Франции ряд владений хотя и формально самостоятельных, но состоящих под её непосредственным влиянием и покровительством. Эти государства, служа для Франции оградой от внешних врагов, вместе с тем должны были поддерживать её перевес в общих делах Европы. С этою целью были созданы Батавская, Цизальпинская, Римская и Партенопейская республики, а теперь решено было сделать то же самое и в Швейцарии.
Французские агенты возбуждали раздоры между отдельными кантонами; в конце 1797 года французские войска заняли несколько пунктов в западных округах Швейцарии и стали открыто вмешиваться во внутренние дела страны. В загоревшейся затем и продолжавшейся около полугода борьбе с неприятельским нашествием швейцарцы выказали немало храбрости и самоотверженности, но обнаружили полное несогласие между собой и незнание военного дела. По занятии французскими войсками всей страны (кроме Граубюндена, оберегавшегося сильным австрийским корпусом) Швейцария обращена была в Гельветическую республику под покровительством Франции.
Ввиду нового расширения сферы французского влияния образовалась вторая коалиция, в состав которой вошли Англия, Австрия и Россия, а затем и Турция, Неаполь и некоторые владетельные князья в Италии и Германии. 16 декабря 1798 года, без предварительного объявления войны, французские войска неожиданно перешли через Рейн, заняли Майнц и Кастель, обложили Эренбрейтенштейн и вообще распоряжались на Рейне вполне самовластно. Французские уполномоченные на конгрессе вели себя заносчиво и предъявляли непомерные требования.
8 апреля 1799 года граф Меттерних, представитель Австрии на Раштатском конгрессе, объявил французской миссии, что император считает все решения конгресса недействительными, и потребовал немедленного удаления французских депутатов. При выезде последних из города на них напали австрийские гусары, двоих убили и захватили все их бумаги. Это послужило сигналом для новой войны.
Смелость Австрии после стольких понесённых ею поражений основывалась на уверенности в поддержке других сильных держав. Император Павел I, принявший на себя звание гроссмейстера Мальтийского ордена, был раздражён захватом острова Мальты французскими войсками, отправлявшимися в египетскую экспедицию, и готовился принять деятельное участие в борьбе против ненавистных ему республиканцев. Уже в ноябре 1798 года 40 000 русских вступили в австрийские пределы и затем двинулись в Италию; другая колонна, предводимая генералом Римским-Корсаковым, направлена была в Швейцарию.
В январе 1799 года последовало объявление войны французской республике со стороны Турции. Пруссия соблюдала нейтралитет.
Ещё раньше раштатской катастрофы Журдан, главнокомандующий дунайской армией, перешёл Рейн между Базелем и Страсбургом (ночью с 28 февраля на 1 марта), а Массена, приняв начальство над французскими войсками в Швейцарии, 6 марта вступил в Граубюнден. Французы овладели проходами в Тироль, но затем были оттеснены австрийским генералом Бельгардом. В то же время армия Журдана, потерпев ряд неудач при встречах с австрийскими войсками эрцгерцога Карла и совершенно разбитая в сражении при Штокахе (24—25 марта), должна была отступить за Рейн.
В начале мая эрцгерцог обратился против французов, действовавших в Швейцарии, и сначала потеснил их, но потом успех стал склоняться на сторону французских войск. Некоторое время главные силы обеих сторон стояли неподвижно около Цюриха. Когда стали приближаться войска Римского-Корсакова, а эрцгерцог Карл поспешил обратно в Германию, в Швейцарии осталось до 20 000 австрийских войск с 10-тысячным резервом; русские заняли растянутую линию по рекам Ааре и Лиммате. На правом берегу Рейна французы под начальством генерала Миллера 26 августа двинулись вперёд, но после неудачной попытки овладеть Филиппсбургом снова отступили ввиду приближения эрцгерцога Карла. Мангейм, где оставлено было 6 тысяч человек, 18 сентября был взят австрийцами приступом.
Между тем венский кабинет, встревоженный несогласиями, возникшими в Италии между Суворовым и австрийскими генералами, настоял перед императором Павлом на переводе Суворова и его войск в Швейцарию, где он, соединившись с Римским-Корсаковым, должен был действовать отдельно.
Массена, узнав о его приближении, атаковал 25 сентября около Цюриха отряд Корсакова и совершенно разбил его. В тот же день последовало полное поражение австрийского отряда генерала Готце. 26 сентября французы овладели Цюрихом и преследовали Корсакова, отступившего к Шафгаузену на соединение с австрийскими и баварскими резервами. Вскоре за тем вследствие пререканий между Суворовым и эрцгерцогом Карлом и неудовольствия императора Павла против австрийского правительства русские войска были возвращены в Россию (о действиях русских войск в 1799 году в Голландии см. Русско-английская экспедиция в Голландию).

## Действия на море
Театр Революционных войн охватил собой не только западную и среднюю части европейского материка, но и большую часть морей. В мае 1793 года появились в Средиземном море флоты английский и испанский. При помощи французских роялистов они овладели Тулоном и сожгли находившиеся там корабли, но затем город был снова взят республиканцами.
В мае 1794 года адмирал Худ занял Бастию, в конце августа после падения крепости Кальви вся Корсика была в руках англичан. На океане французский флот был разбит адмиралом Хау близ Уэссана.
В 1795 году корпус роялистов был перевезён на английских кораблях в Бретань, но экспедиция эта не имела успеха, равно как и попытка гр. д’Артуа (27 сентября) утвердиться на острове Нуармутье.
В том же году Голландия, под давлением французских правителей, объявила войну Англии и поплатилась за это почти всеми своими колониями в разных частях света.
В 1796 году англичане, возбудившие неудовольствие корсиканцев, должны были оставить остров, который был вновь занят французами. Под давлением последних Испания была вынуждена объявить Англии войну. Тем временем французская эскадра с десантом в 15 тысяч человек, отправленная в конце года к берегам Ирландии, потерпела неудачу вследствие бури и вернулась, ничего не сделав.
В 1797 году английский флот, одержав верх над испанским около мыса Сент-Винцент, блокировал Кадис.
В 1798 году отправлена была экспедиция Бонапарта в Египет и занят был французами остров Мальта; их крейсеры стали появляться у Ионических островов и других пунктов Средиземного моря; в то же время французское правительство, рассчитывая воспользоваться беспорядками, возникшими в Ирландии, послало к её берегам значительную эскадру с десантными войсками, но попытки высадки на ирландских берегах не имели успеха.
Англичане успели беспрепятственно занять остров Минорку. Нельсон истребил французский флот при Абукире.
В 1799 году русский адмирал Ушаков в соединении с турецким флотом занял острова Цериго, Кефалонию, Занте, С.-Мавро и Корфу. Русские корабли способствовали покорению Анконы и восстановлению королевской власти в Неаполе.
Другой союзный, англо-русский, флот действовал в Северном море (см. Русско-английская экспедиция в Голландию).
Из всех морских действий во время Революционных войн существенные выгоды извлекла одна Англия, захватившая богатые колонии Франции и Голландии.